# Анеліни
Анеліни (пол. Anieliny) — село в Польщі, у гміні Садки Накельського повіту Куявсько-Поморського воєводства.
Населення — 420 осіб (2011).
У 1975-1998 роках село належало до Бидгощського воєводства.

## Демографія
Демографічна структура станом на 31 березня 2011 року:
|          | Загалом | Допрацездатний вік | Працездатний вік | Постпрацездатний вік |
| -------- | ------- | ------------------ | ---------------- | -------------------- |
| Чоловіки | 211     | 51                 | 142              | 18                   |
| Жінки    | 209     | 50                 | 126              | 33                   |
| Разом    | 420     | 101                | 268              | 51                   |